# فيرونيكا كوديرميتوفا
فيرونيكا كوديرميتوفا (بالروسية: Кудерметова, Вероника Эдуардовна) مواليد 24 أبريل 1997 في قازان، هي لاعبة كرة مضرب روسية وتحتل حالياً المرتبة 423 (29 فبراير 2016) في تصنيف رابطة محترفات كرة المضرب. أعلى تصنيف لها في الفردي كان 282. أعلى تصنيف لها في الزوجي كان 161.

## النهائيات

### الفردي (1–2)
| الحصيلة | الرقم | التاريخ        | الدورة             | الأرضية | المنافس         | النتيجة                 |
| ------- | ----- | -------------- | ------------------ | ------- | --------------- | ----------------------- |
| الوصافة | 1.    | 24 فبراير 2014 | أستانا، كازاخستان  | صلبة    | أولغا دوروشينا  | 7–6(7–5), 4–6, 6–7(6–8) |
| الفوز   | 1.    | 3 مارس 2014    | أستانا، كازاخستان  | صلبة    | أولغا دوروشينا  | 7–6(7–2), 7–6(7–3)      |
| الوصافة | 2.    | 1 يونيو 2015   | أنديجان، أوزبكستان | صلبة    | باربورا شتفكوفا | 5–7, 3–6                |

## الميداليات
| الميدالية | المسابقة                      |
| --------- | ----------------------------- |
| برونزية   | الألعاب الجامعية الصيفية 2015 |

## روابط خارجية
- فيرونيكا كوديرميتوفا على موقع رابطة محترفات التنس (الإنجليزية)
- فيرونيكا كوديرميتوفا على موقع الاتحاد الدولي لكرة المضرب (الإنجليزية)
- فيرونيكا كوديرميتوفا على موقع كأس بيلي جين كينغ (الإنجليزية)
- فيرونيكا كوديرميتوفا على موقع بطولة ويمبلدون (الإنجليزية)
- فيرونيكا كوديرميتوفا على موقع خلاصة التنس.كوم (الإنجليزية)
- فيرونيكا كوديرميتوفا على موقع إي إس بي إن.كوم (الإنجليزية)
- فيرونيكا كوديرميتوفا على موقع أوليمبيديا (الإنجليزية)